# Этоникс
Этоникс (лат. Aetonyx) — род динозавров из инфраотряда прозауроподов подотряда зауроподоморфов, живших в верхнем юрском периоде (около 201—189 млн лет назад) на территории Африки. Окаменелости прозауропода были найдены в ЮАР. Впервые описан палеонтологом Р. Брумом в 1911 году. Представлен одним видом — Aetonyx palustris. С 2004 года род и вид считаются nomen dubium.